# Mauro Rosales
Mauro Damián Rosales (Villa María, 24 de fevereiro de 1981) é um futebolista profissional argentino.

## Carreira
Pela seleção nacional, participou das Olimpíadas 2004 e da Copa América 2004. Apesar de, na época, ter sido considerado uma das grandes apostas da Argentina para a Copa do Mundo 2006, Rosales sequer foi convocado para a competição.